# Ebaeides monstrosa
Ebaeides monstrosa là một loài bọ cánh cứng trong họ Cerambycidae.